# Zeugma Films
Zeugma Films était une société de production, de distribution et de ventes internationales cinématographiques française, créée et dirigée par Michel David depuis 1996. Edwige Moreau Bouchu en est la directrice de production.
Le 01/08/2017, elle a été placée en liquidation judiciaire simplifiée.
Le 14/11/2017, elle a été placée en liquidation judiciaire,.